# Frauenblätter
Die Frauenblätter waren Informationen der Fraueninitiative Leipzig von 1989 bis 1993.

## Geschichte
Die Fraueninitiative Leipzig bildete sich im Herbst 1989 zunächst im Neuen Forum Leipzig. Sie gab ab etwa November die Frauenblätter als interne Informationsblätter heraus. Darin informierte sie über Aktivitäten, Pläne und weitere Neuigkeiten aus und für Frauengruppen und interessierte Frauen in der Region. Ab Anfang 1990 löste sich die Fraueninitiative vom Neuen Forum und schloss sich dem Unabhängigen Frauenverband (UFV) an. Die Frauenblätter  erschienen weiter etwa monatlich bis zum Frühjahr 1993.
Verantwortliche Redakteurin war anfangs Dietlind Starke (Nr. 2), dann Cornelia Matzke und Bettina Gries (Nr. 3) und weitere Frauen.
Einige Ausgaben sind in verschiedenen  Bibliotheken vorhanden, die Nummern 2 (Dezember 1989) und 3 (Januar 1990) sind als PDF zugänglich.